# Georgia Brown (ca sĩ Brasil)
Georgia Brown, hay còn được biết đến với nghệ danh là Rossana Monti  (sinh ngày 29 tháng 6 năm 1980) là nữ ca sĩ người Brasil gốc Ý. Cô được biết đến với việc sở hữu âm vực rộng. Cô từng ghi danh vào sách Guinness thế giới năm 2005 với kỷ lục lên nốt cao nhất. Giọng của cô có thể chạm đến tám quãng tám, từ G2–G10. Tuy nhiên, kỷ lục này sau đó đã bị Tim Storms phá vỡ vào năm 2013 với 10 quãng tám.

## Sự nghiệp
Vào năm 15 tuổi, Brown tham gia chuyến lưu diễn năm 1995, "W Brasil Tour" của nam ca sĩ Jorge Ben Jor với tư cách là ca sĩ hát bè. Sau khi tour diễn kết thúc, cô bắt đầu tham gia vào các cuộc thi tài năng âm nhạc là "Skol Rock" và "Fest Valda". Sang năm 1997, Brown chuyển đến định cư ở bang California, Hoa Kỳ để tập trung cho việc phát hành album đầu tay của mình. Năm 2001, Brown ra mắt album đầu tiên là "Black Nature". Các đĩa đơn từ album được phát hành đó là: "Commit A Crime" và "Hold On". Để quảng bá cho album này, cô thực hiện chuyến lưu diễn đầu tiên của mình, "Black Nature Tour". Năm 2002, "Black Nature" được chứng nhận Vàng tại Brasil với hơn 120.000 bản được bán ra.
Năm 2003, cô cho ra mắt khán giả đĩa đơn "Forgiven". Ca khúc này sau đó được DJ Patife phối remix lại trong album "Na Estrada" của anh và phát hành năm 2005. Năm 2004, cô ra mắt album phòng thu thứ hai là Heart Beats, được chứng nhận Bạch kim tại Brasil. Sau đó, cô mở đầu tour lưu diễn quốc tế "Heart Beats World Tour". Cũng trong năm 2004, cô phá kỷ lục Guinness của nữ ca sĩ người Mỹ, Mariah Carey, ở hai hạng mục là âm vực rộng nhất (từ G2–G10) và lên nốt cao nhất (G10).
Năm 2006, Brown bắt đầu sản xuất album thứ ba. Năm 2008, cô ra mắt album The Renascence of Soul. Năm 2012, cô ra mắt khán giả EP mang tên Me & Myself.